# قمری تنبوری
قمری تنبوری (نام علمی: Turtur tympanistria) قمری است که به‌طور گسترده در جنگل‌ها و دیگر پوشش‌های گیاهی انبوه در آفریقا در جنوب صحرای آفریقا زادآوری می‌کند. دامنه آن از شرق سنگال تا اتیوپی و کنیا و از جنوب از طریق شرق آفریقا تا جنوب شرق آفریقای جنوبی گسترش می‌یابد، اما در مناطق خشک‌تر جنوب غربی آفریقا وجود ندارد. در جزایر کومور جمعیتی وجود دارد.
پرواز قمری تنبوری سریع و چابک است و در هنگام برافروختگی بسیار پایین می‌ماند. در پرواز، شاهپرهای اولیه شاه بلوطی و زیر بال‌ها را نشان می‌دهد.
ندای این پرنده یک دو-دو-دو-دو-دو است که پیوسته تکرار می‌شود.